# Ширяевец, Александр
Александр Ширя́евец (настоящее имя Александр Васильевич Абра́мов; (2 апреля (14 апреля) 1887, село Ширяево, Симбирская губерния — 15 мая 1924, Москва) — русский поэт, писатель и драматург. Один из представителей новокрестьянских поэтов, или «поэтов русского возрождения» по определению С. С. Куняева .

## Биография
Родился в волжском селе Ширяево Симбирской губернии (ныне территория Самарской области) в семье бывшего дворового-крепостного. Отец работал лесным объездчиком, был человеком умным и весёлым. В автобиографии поэт позднее писал: «…Читал книги, заносимые в село торговцами-лубочниками. Первым прочитанным поэтом был Кольцов, потом — Лермонтов. Иногда отец выписывал „Родину“ или „Ниву“».
В 1897 году скоропостижно скончался его отец, мать перебралась в Самару, где устроилась чернорабочей. Александр же в 1898 году закончил с похвальным листом церковно-приходскую школу в с. Ширяеве и поступил в Самарское второе городское училище. Однако в 1902 году из-за тяжёлого материального положения он был вынужден оставить учёбу и начать работать. В 1903—1904 гг. жил и работал в Ставрополе-на-Волге писцом в канцелярии казённого лесничества, затем перешёл на такую же должность на самарскую бумагокрасильную фабрику.
Здесь, в Самаре, Александр начал писать стихи, публикуясь в местных газетах под псевдонимом «Симбирский».
В 1905 году после безуспешных поисков работы в Самаре вместе с матерью по совету её сестры переезжает в Среднюю Азию, где до 1922 года работает чиновником почтово-телеграфного ведомства в Ташкенте, Бухаре и Ашхабаде. Входит в круг ташкентских поэтов «Студия искусств» вместе с Валентином Вольпиным, Георгием Светлым, Юрием Пославским (Джура); принимает участие его в коллективных сборниках. Стремление к расширению круга литературных единомышленников приводит Ширяевца к знакомству (заочному) с проживающим тогда ещё в Москве С. Есениным, которому — как секретарю журнала Суриковского литературно-музыкального кружка «Друг народа» — попадают присланные Ширяевцем стихи. 21 янв. 1915 Есенин отвечает Ширяевецу чрезвычайно доброжелательным письмом, положившим начало их переписке и затем дружбе: «Извините за откровенность, но я Вас полюбил с первого же мной прочитанного стихотворения <…> Вы там вдалеке так сказочны и прекрасны» (Есенин С. ПСС: в 7 т. М., 1999. Т.6. С.61-62).
Своим заочным знакомством с Клюевым, Есениным, а затем и Клычковым Ширяевец решительно утверждается на путях новой, идущей от самых народных глубин поэзии и прочно вписывается в круг «крестьянской купницы». Даже в его внешности, подобно всем им, проступала прежде всего крестьянская (а отнюдь не чиновничья) сущность; современнику он запомнился по-мужичьи «скупоречивым, вдумчивым, широкоплечим увальнем, парнем в картузе и огромных яловых сапогах» (Фомин С. Ширяевец и Есенин // Красная нива. 1926. № 22). Вместе с другими новокрестьянскими поэтами он печатается в одних и тех же изданиях («Ежемесячный журнал», «Голос жизни», «Современник» и др.), входит заочно в литературную группу «Краса» и литературно-художественное общество «Страда».
С «крестьянским уклоном» принимает Ширяевец и революцию 1917 (в письме к Поршакову от 31 марта 1917): «Чудеса! Много криков, лозунгов и прочего, кое от чего начинает тошнить, но я жду, что скажет не фабричная, считающаяся только с Карлом Марксом Русь, а Русь деревенская, земледельческая, и заранее отдаю ей мои симпатии, ибо только в ней живая сила» (Автобиографии. Письма. Стихотворения. С.433). Не принимает он и наметившуюся вскоре после октябрьского переворота установку на литературу как на средство выполнения политического заказа.
И после революции Ширяевец по-прежнему остаётся певцом Волги. Родившись и проведя детство на ней, он в дальнейшем был всю жизнь отделён от неё безводным Туркестаном. Хотя Ширяевец и посвятил Туркестану книгу стихов «Край солнца и чимбета» (1919) и поэтический цикл «Бирюзовая чайхана» (1924), Волга навсегда становится для него недостижимым краем мечты и счастья.
В мае 1921 к Ширяевцу в Ташкент ненадолго приезжает Есенин, а в следующем году он сам, оставив Туркестан, переезжает в Москву, где поселяется в Доме писателей на Тверской улице. Сразу же вступает в литературное объединение пролеткультовских поэтов «Кузница», из которого через год исключается за недостаточную «пролетарность» его творчества. Не предпринимая дальнейших попыток связать себя с какой-либо литературной группой, Ширяевец избирает путь упорного и сосредоточенного поэтического труда в суровом одиночестве, подальше от шумихи и витийства литературного «российского вавилона», осуждая, в частности, Есенина за имажинизм. Печатается в журнале «Красная новь», «Красная нива», в альманахе «Недра», в газете «Московский понедельник» и др. Выходят книга детских стихов «Узоры» (1923) и последняя итоговая книга «Раздолье» (1924). В поэзии Ширяевца московского периода заметен отход от песенной лирики к эпосу, что даёт о себе знать в поэмах «Мужикослов» (1921, издана отдельной книжкой в 1923) и «Палач. Песенный сказ» (1924); а в циклах «Поминальник» (1922) и «Складень» (1924) Ширяевец попытался запечатлеть мир прошлого, народную судьбу. Отдаёт он и некоторую дань т. н. «нови» (стихи о красноармейце, поэма о работнице и проч.).
В 1922 году переезжает в Москву. Однако творчество Александра Ширяевца оказывается не во всём соответствующим «веяниям времени». Цензура долго не пропускала в печать поэму «Мужикослов», его исключают из группы пролетарских поэтов «Кузница» за несоответствие декларациям группы и поэзии её членов. В 1923 году всё же выходят две книги стихов Ширяевца, а в начале 1924 года его принимают в члены Союза писателей. В это же время был опубликован лучший сборник поэта «Раздолье», получивший высокую оценку критиков и читателей.
15 мая 1924 года Александр Ширяевец неожиданно умирает, предположительно от менингита, в Старо-Екатерининской больнице в возрасте 37 лет. Похоронен 17 мая на Ваганьковском кладбище (17 уч.).
Смерть друга сильно потрясла Сергея Есенина, который в заявлении в Союз писателей объявил себя «душеприказчиком по литнаследству покойного», а вскоре написал одно из своих известнейших стихотворений «Мы теперь уходим понемногу» (в первой публикации 1924 года «Памяти Ширяевца»). После смерти любимого друга С. Есенин неоднократно говорил: «если я умру, похороните меня рядом с Шуркой милым», что и было исполнено. В 1925 году он был похоронен недалеко от могилы Ширяевца.

## Поэзия
Начиная с самых ранних стихотворений поэт склоняется к народно-песенному творчеству. «Волжские» произведения, посвящённые родному Ширяеву и Волге, выполнены в плясовом стиле, в них ярко выражен безудержный темперамент поэта, лихость, «разинщина». Восточные темы («Пески», «Голодная степь») выдержаны в сдержанном тоне, этим произведениям свойственна «созерцательная отстранённость».
В 1912 году начинается переписка Ширяевца с Н. Клюевым, которая оказала существенное влияние на творчество начинающего поэта. В одном из писем другу он писал: «Встретил одобрительное отношение со стороны поэта Аполлона Коринфского, также Николая Клюева, который сначала разнёс меня в „пух и прах“, потом похвалил…»
В № 1 журнала «Друг народа» в 1915 году одновременно были напечатаны стихотворения: «Узоры» Сергея Есенина и «Хоровод» Александра Ширяевца. После публикации Есенин шлёт последнему в Ташкент письмо: «Извините за откровенность, но я вас полюбил с первого же мной прочитанного стихотворения… Вы там вдалеке так сказочны и прекрасны… Со стихами моими вы ещё познакомитесь. Они тоже близ вашего духа…» Таким образом, ещё не будучи лично знакомым с другими «новокрестьянскими поэтами», Ширяевец уже становится заметным членом их группировки.
После издания в 1915—1917 годах четырёх сборников поэзии В. Ходасевич упрекнул поэта в том, что тот воспевает народ, которого «скоро не будет»: «…быт наших стихов уже почти кончен, возврата к нему не будет. Прощайтесь-ка с ним — да и в дорогу!». В ответном письме Александр Ширяевец ответил:

И что прекраснее: прежний Чурила в шёлковых лапоточках с припевками да присказками, или нынешнего дня Чурила, в американских щиблетах, с Карлом Марксом или «Летописью» в руках, захлёбывающийся от открывающихся там истин?.. Ей-богу, прежний мне милее!.. Ведь не так-то легко расстаться с тем, чем жили мы несколько веков! Да и как не уйти в старину от нынешней неразберихи, ото всех этих истерических воплей, называемых торжественно «лозунгами»… Может быть, чушь несу я страшную, это всё потому, что не люблю я современности окаянной, уничтожившей сказку, а без сказки какое житьё на свете?..

В 1924 году появляется одно из последних стихотворений поэта, в которой он в очередной раз подчёркивает своё несогласие с современностью, свою любовь не к фабричной «считающейся с Карлом Марксом, Руси», а к Руси деревенской, земледельческой.
Никогда старина не загаснет:

Слишком русское сердце моё…

Позабуду ли песни на Клязьме!

Как я мчался с тяжёлым копьём…

Вечевые прибойные клики!

Ветер Волхова вздул паруса!

То палач я, то нищий калика

То с булатом в разбойных лесах…

Не припомню, какого я роду,

Своего я не помню села…

Ускакал я в бывалые годы,

Старь родная меня занесла. 

### Тема Волги
В одном из своих писем в 1917 году Сергей Есенин назвал Ширяевца: «Баюн Жигулей и Волги». Тема малой родины занимает одно из центральных мест в творчестве поэта.
Жигулей хребтов?

А какие песни
В первом сборнике стихов поэта «Запевка», изданном в 1916 году в Ташкенте тема Жигулей является одной из основных:
Груды серебра-добра,

Я глядеть на Волгу стану
После выхода из печати очередного сборника в местной газете появился отзыв критика: «Чувствуешь влажный волжский запах и ветер при чтении стихов А. Ширяевца. Поэт, что называется, пропах Волгой. Его стих залихватский и звонкий. Такие стихи просятся наружу из груди… Их петь над Волгой, в её лесах. Но поэт поёт нам здесь, и мы видим эту дорогую исполинскую реку, слышим величественный ритм её богатых волн, чувствуем, как льётся к нам в душу её влажный воздух».

## Память
На родине поэта, в селе Ширяево, в том доме, где поэт жил до 6 лет, с 1978 года находится музей. До 2005 года это был музей народного быта, а затем — дом-музей поэта А. В. Ширяевца.
Большая экспозиция о Ширяевце представлена в Ташкентском музее Есенина.
C 1976 года в селе Ширяево проводятся Есенинские чтения в день рождения Сергея Есенина.
В Тольятти планируется установка памятника стихотворению Александра Ширяевца «Ставрополь Самарский», написанному им в 1903—1904 годах.

## Издания
Первые стихи и рассказы Александра Ширяевца (Абрамова) были опубликованы в 1908 году в журнале «Туркестанский курьер». Тогда же и появился псевдоним Ширяевец в память о родном селе Ширяево. В 1909—1915 годах поэт активно переписывался с другими новокрестьянскими поэтами Есениным, Клюевым, Карповым. Четыре сборника стихов Ширяевца («Богатырь», «Запевка», «О музыке и любви», «Алые маки») печатаются в 1915—1917 годах. После революции издаются сборники «Край солнца и Чимбета: (Туркестанские мотивы)» (1919); посвящённая Сергею Есенину «Сказка об Иване, крестьянском сыне» (1919); историческая поэма «Мужикослов» (1923); «Узоры: Песни-стихи для детей» (1923). Незадолго до смерти вышла лучшая книга стихов поэта «Раздолье» (1924).
После смерти поэта в 1928 году был издан сборник «Волжские песни» (сост. В. Львов-Рогачевский). В 1961 году в Куйбышеве вышел сборник избранных произведений поэта. В 1980 году — «Песня о Волге» (Куйбышев). В 2007 году в Тольятти — «Песни волжского соловья» (сост. Е. Койнова).

#### Статьи о жизни и творчестве
1. Баранов, В. «…дорогой Баюн Жигулей и Волги» [Текст]: [отрывок из романа-хроники об Александре Абрамове (Ширяевце)]/ В. Баранов // Рус. эхо: лит.-художеств. журн.-2007.-№ 2. — С. 28-33.
2. Баранов, В. Матери и Волге мой последний взгляд [Текст]: [110 лет со дня рождения самар. поэта А.Ширяевца]/ В. Баранов // Рус. эхо.-1997.-Вып.4.- С.215-222.
3. Баранов, В. «Матери и Волге мой последний взгляд!» [Текст]: 110 лет со дня рождения поэта А.Ширяевца/ В. Баранов // Волж. коммуна.-1997.-11 апр.
4. Бахарева, Л. А. Из числа музейных реликвий [Текст]: [о дружбе С. Есенина и А.Ширяевца и письмах Есенина Ширяевцу в Туркестан, хранящихся в Самар. обл. ист.-кравед. музее им. П. В. Алабина]/ Л. А. Бахарева // Краеведческие записки / Обл. ист.-краевед. музей им. П. В. Алабина. — Вып. 8.-Самара, 1996.-С.306-310.
5. Гулиянц, Л. В Ширяево, в гости к поэту [Текст]: [об открытии после реконструкции Дома-музея А.Ширяевца (Абрамова) в с. Ширяево]/ Л. Гулиянц // Волж. новь [Волж. р-н].-2005.-10 авг.
6. Гулиянц, Л. Два Александра [Текст]: к 120-летию поэта Ширяевца [о дружбе волж. поэта А. В. Абрамова (Ширяевца) с нар. худож. Узбекистана А. Н. Волковым, об их детстве, учёбе, творчестве]/ Л. Гулиянц // Волж. коммуна.-2007.-7 апр. — С.6-7.
7. Иванов, В. В гостях у Александра Ширяевца [Текст]: [об открытии Дома-музея А.Ширяевца (Абрамова) в с. Ширяево/ В. Иванов // Самар. изв.-2005.-15 июня. — С.1
8. Карасев, В. Про друга Есенина [Текст]: [о кн. самар. писателя Вадима Баранова, посвящ. жизн. и творч. пути рус. поэта, нашего земляка и близ. друга С. Есенина Александра Ширяевца]/ В. Карасев // Волж. коммуна.-2009.-29 апр. — С.7
9. Койнова, Е. Г. «В песне — соловей…» [Текст]: [о творч. и жизн. пути поэта А. Ширяевца]/ Е. Г. Койнова // Ширяевец, А. Песни волжского соловья: избр.- Тольятти, 2007.-С. 6-45.: фот. Эл. версия[12]
10. Койнова, Е. Г. Песни о Руси Александра Ширяевца[Текст]: [о творч. и жизн. пути поэта А. Ширяевца]/ Е. Г. Койнова // Ширяевец, А. Русь в моём сердце поёт!: избр.- Тольятти, 2013.-С. 3-13.: фот.
11. Койнова, Е. Г. О романсе Александра Ширяевца «Гвоздики пряные, багряно-алые…»[Текст]: [об истории романса на стихи поэта А. Ширяевца]/ Е. Г. Койнова[13]
12. Молько, А. «Машет солнце платочком пунцовым…» [Текст]: [о лит. судьбе поэта самар. земли А. Ширяевца]/ А. Молько // Имена и судьбы.-Самара,2001.- С. 149—154.
13. Память о Сергее Есенине и Александре Ширяевце в Тольятти [Текст]: [социал. проект учащихся 9-11 кл. МОУ гимназия № 48 г. Тольятти] // Вестник абитуриента Поволж. гос. ун-та сервиса.-Тольятти, 2010.-Вып.4.- С.4-6.
14. Субботин, С. «Русь в моём сердце поёт!»: [о поэте А. В. Ширяевце]/ С. Субботин // Наше наследие.-1988.-№ 3. — С. 99-102.
15. Хорешко В. «Слишком русское сердце моё…» [Текст]: [о поэте А. В. Ширяевце]/ В. Хорешко // Русский дом.-2013.-№ 5.[14]
16. Чернышев, И. Мой друг поэт [Текст]: [об открытии в с. Ширяево дома-музея А.Ширяевца]/ И. Чернышев // Репортер.-2005.-17 июня. — С.16
17. Шелякина В. Слишком русское сердце моё… Крепкая дружба Сергея Есенина и Александра Ширяевца связала Рязань и Тольятти [Текст]: [о культурно-исторической связи родных мест А.Ширяевца и С.Есенина] // Рязанские ведомости.- 04.05.2012.-4 мая.-№ 79 (4130).-С.1.[15][13].[16]
18. Шибалов, В. По главной улице России [Текст]: [турист. круизы по Тольятти Самар. обл., о комплексе «По реке времени», посвящ. самар. поэту, другу Есенина, Александру Ширяевцу]/ В. Шибалов // Волж. заря.-2007.-12 июля.- С.6